# صفيحة تونجا
إن صفيحة تونجا هي عبارة عن صفيحة تكتونية أو صفيحة صغيرة. ويقع مركز الصفيحة تقريبًا عند 19 درجة على خطوط العرض الجنوبية و173 درجة على خطوط الطول الشرقية. فالصفيحة هي صفيحة مطولة تقع اتجاهاتها شمال وشمال شرق - جنوب وجنوب غرب، وهي الامتداد الشمالي للمنطقة الخطية كيرماديك شمال نيوزيلندا. وتحاط الصفيحة من الشرق والشمال بـ صفيحة المحيط الهادئ وفي الشمال الغربي بـ صفيحة نيوافو الصغيرة وفي الغرب والجنوب بـ الصفيحة الهندية الأسترالية. وتنغرز صفيحة تونجا تحت صفيحة المحيط الهادئ على طول خندق تونجا. ويتحول هذا الانغراز إلى حد صدع تحويلي شمالي تونجا. ويفصل صدع نشط أو مركز انتشار بين تونجا من الصفيحة الأسترالية وصفيحة نيوافو الصغير من الغرب. وتتميز صفيحة تونجا بنشاط زلزالي نشط جدًا وتدور مع اتجاه عقارب الساعة.
ويوجد هناك الصفائح التي تحركت عندما ضرب تسونامي 2009 مدينة ساموا.